# Швейцарская колода

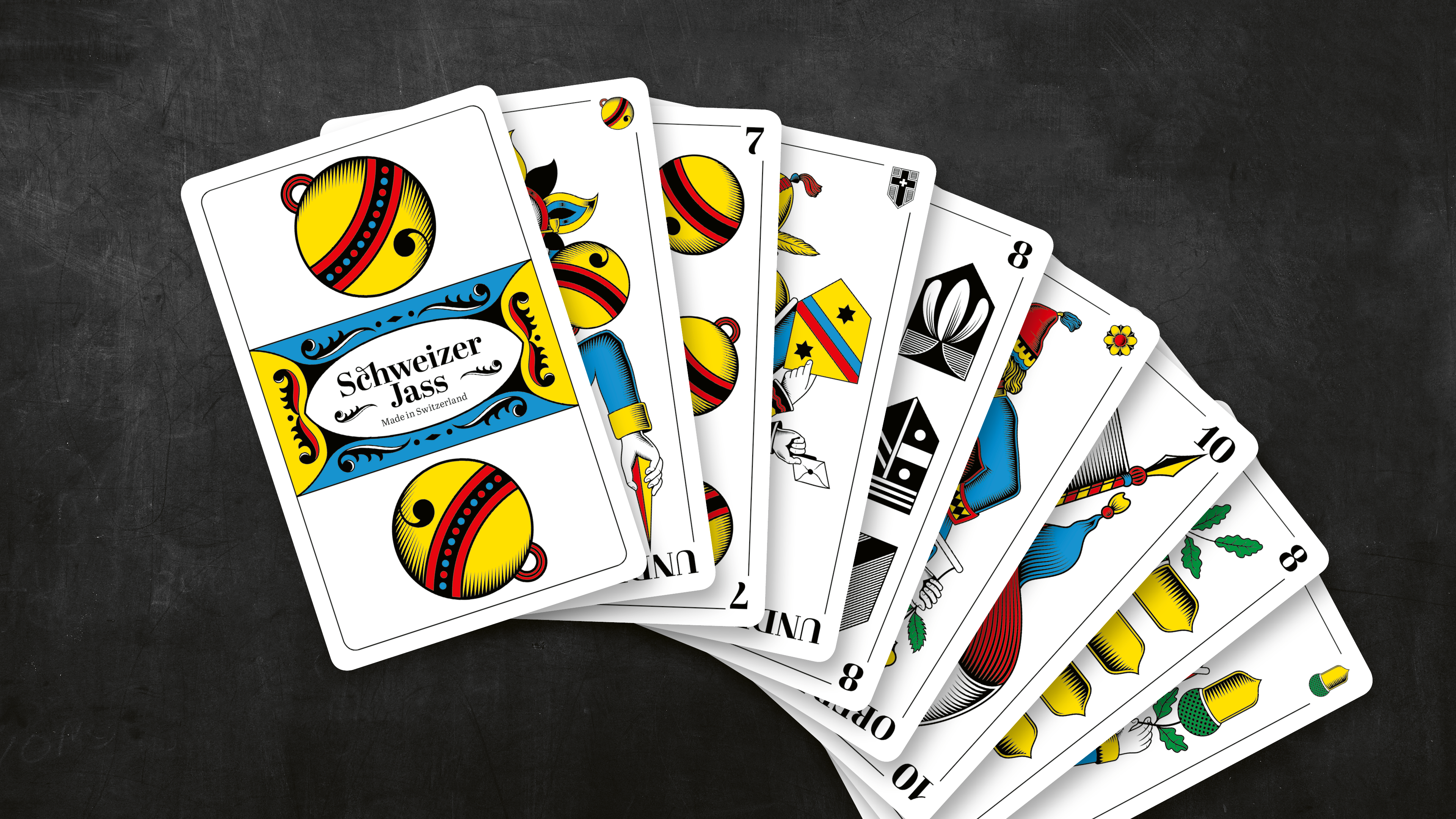

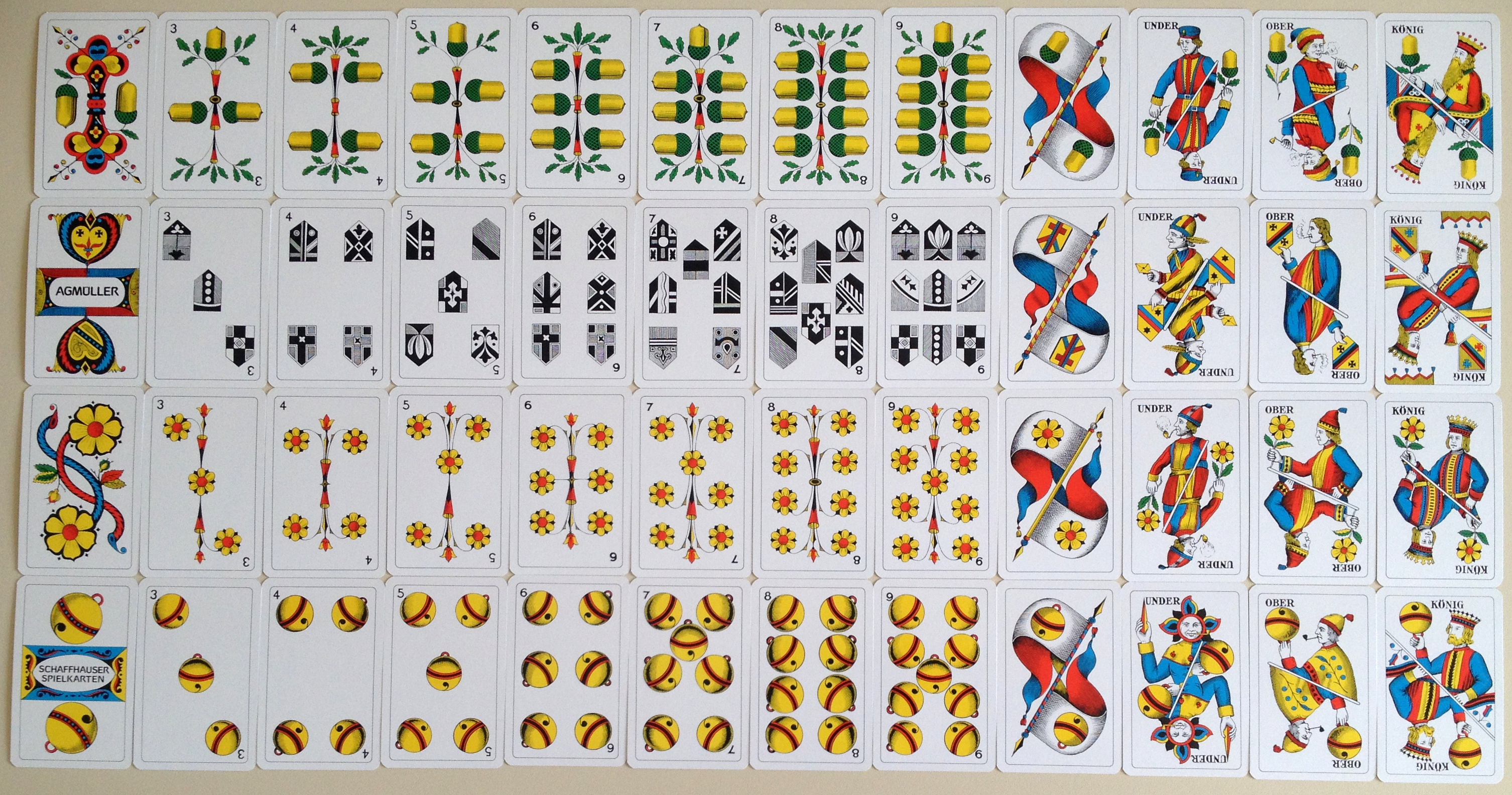
Швейцарская колода для игры в «кайзер»

Швейцарская колода — вариант 36-карточной колоды, используемый для традиционных карточных игр (например, яссен).
Она развилась в XV веке в южной Германии параллельно с немецкой колодой из итало-испанской колоды.
Её отличительным признаком является использование нестандартных символов мастей:
|  | Щиты (пики)    |  | Розы (черви)    |
|  | Жёлуди (трефы) |  | Бубенцы (бубны) |

Достоинства карт — те же, что и в немецкой колоде, и отличаются от принятого в большинстве карточных колод набора достоинств. По сравнению с немецкой колодой, которая в последнее время испытала влияние общепринятой французской колоды, швейцарская более консервативна в плане используемых изображений и символов мастей.
Швейцарская колода сохранила ряд архаичных черт, утраченных во всех региональных вариантах современной немецкой колоды (подробнее о различиях - в статье немецкая колода).